# Brian McLean (Filmschaffender)
Brian McLean (* 20. Jahrhundert) ist ein US-amerikanischer Filmschaffender auf dem Gebiet der Rapid-Prototyping für Stop-Motion-Filme.

## Karriere
Brian McLeans Karriere im Filmgeschäft begann 2008 bei dem US-amerikanischen Animationsstudio Laika, die sich auf das Stop-Motion-Verfahren mittels 3D-Druckern spezialisiert haben.
Für den Film Coraline entwickelte McLean mittels 3D-Drucker sämtliche Mimiken die bei den Figuren einfach ersetzt werden konnten. Die 6.333 ausgedruckten Exemplare mussten aber noch vollständig von Hand bemalt werden. Für den Oscarnominierten Film ParaNorman wurden sämtliche Köpfe und Masken, ca. 31.000 Stück, der Puppen am 3D-Drucker hergestellt. Alleine für die Hauptfigur wurden 9.000 Masken produziert und eingesetzt. Die hergestellten Masken, Gesichter etc. wurden bereits mit einem 3D-Farbdrucker produziert, sodass nur noch Feinheiten von Hand ergänzt werden mussten.
Für den im Jahr 2014 veröffentlichten Film Die Boxtrolls war McLean als Creative Supervisor tätig. Für Kubo – Der tapfere Samurai war er als Director of Rapid Prototyping verantwortlich. Für seine technischen Leistungen in der Rapid-Prototyping-Technologie für Kubo – Der tapfere Samurai wurde McLean von der Academy of Motion Picture Arts and Sciences (AMPAS) im Januar 2016 mit einem Academy Scientific and Technical Award ausgezeichnet.
Bei der Oscarverleihung 2017 wurde er mit seinen Kollegen Steve Emerson, Oliver Jones und Brad Schiff in der Kategorie beste visuelle Effekte für einen Oscar nominiert.

## Filmografie
- 2009: Coraline
- 2012: ParaNorman
- 2014: Die Boxtrolls (The Boxtrolls)
- 2016: Kubo – Der tapfere Samurai (Kubo and the Two Strings)